# Булашенко, Александр Георгиевич
Александр Георгиевич Булашенко (18 ноября 1961, Харцызск, Донецкая область, Украинская ССР, СССР) — советский и российский футболист, играл на позиции нападающего.

## Биография
Воспитанник спортинтерната № 10 (Ростов-на-Дону). С 1979 по 1981 играл во Второй лиге за «Ростсельмаш». В 1981 году перешёл в ростовское СКА. В 1984 сыграл два матча в Высшей лиге Чемпионата СССР.
В 1985 году перешёл в куйбышевские «Крылья Советов», которые вышли в Первую лигу. Булашенко сыграл за них 25 матчей и забил 3 гола. Клуб вылетел во Вторую лигу, его возглавил новый тренер Виктор Лукашенко, а ряд игроков покинули команду. Бучин и Валиев перешли в  смоленскую «Искру», Кузьмин в «Кузбасс», Шиповский в СКА «Карпаты», а Булашенко перешёл в молдавский клуб «Нистру», игравший в Первой союзной лиге. В том же году вылетел вместе с «Нистру» во Вторую лигу и провел в ней начало 1987 года.
В 1992—1993 вместе с Владимиром Кухлевским играл в Венгрии за клуб первой лиги «Байя».
После завершения игровой карьеры шесть лет работал футбольным арбитром. Поняв, что не достигнет на этом поприще успехов, перешёл на тренерскую работу.
В конце 2012 года работал тренером ФШМ «Ростов»-1995.